# سيد المد والجزر
«سيد المد والجزر» (بالإنجليزية: The Lord of the Tides) هي الحلقة الثامنة من الموسم الأول لمسلسل إتش بي أو الدرامي الفنتازي التلفزيوني آل التنين. كتب الحلقة ايلين شيم، وأخرجها جيتا فاسانت باتيل. تم بثها لأول مرة في 9 أكتوبر 2022.
تتميز الحلقة بقفزة لمدة 6 سنوات بعد الحلقة السابقة وتصور المناقشة في كينجز لاندنج بشأن خلافة اللورد كوريلس فيلاريون باسم «سيد المد والجزر»، التي بدأها شقيقه سير فيموند فيلاريون معارضة خليفته المعتمد سابقًا، لوسيرس حفيد كوريلس؛ تدهور صحة الملك فسيرس مما أدى إلى وفاته؛ وإعلان خطبة جاكيرس فيلاريون وبايلا تارجارين ولوسيرس فيلاريون وراينا تارجارين.
لقد تلقت مراجعات إيجابية للغاية من النقاد، لا سيما فيما يتعلق بالاتجاه والكتابة والسرعة وأداء الممثلين، وخاصة بادي كونسيدين، الذي كان يعتبر أبرز ما في الحلقة.

## الحبكة
مرت ست سنوات، وخلافة آل فيلاريون موضع تساؤل عندما أصيب كورليس فيلاريون، سيد المد والجزر، بجروح خطيرة في الأعتاب التي تقاتل ضد التحالف الثلاثي. قدم شقيقه، السير فيموند فيلاريون، التماسات إلى كينجز لاندنج لتسمية وريث كورليس، معلناً أن لوسيريس ليس ابن السير لينور فيلاريون الشرعي، وبالتالي لا ينبغي أن يكون وريث دريفتمارك.

### كينجز لاندنج
رينيرا وديمون، خوفًا من أن تؤدي الدعوى إلى إضعاف موقفهما بشكل أكبر، يعودان إلى العاصمة لتمثيل لوسيرس. عند وصولهم، لاحظوا أن القلعة الحمراء أصبحت الآن صارمة وكئيبة، مما يعكس إيمان السبعة الذي تتبناه الملكة أليسنت. الملك فسيرس المسن الآن — طريح الفراش، مشوه، ومشوش عقليًا — سعيد بلقاء ابني رينيرا وديمون، إيجون الأصغر وفسيرس الأصغر. يتم الآن الإشراف على جميع الأمور الملكية من قبل أليسنت ويد الملك، أوتو هايتاور، الذين يبقون فسيرس هادئًا مع حليب الخشخاش.
تم الكشف عن أن تاليا، وصيفة أليسنت، جاسوسة تعمل لدى عشيقة ديمون السابقة ميساريا، وهي الآن سيدة ثرية و«الدودة البيضاء» المزعومة في كينغز لاندينغ. الأمير إجون، المتزوج الآن من أخته هيلينا، يغتصب خادمة، الأمر الذي أجبر أليسنت على التستر عليه وتُوبَّخ إجون بعد ذلك.
في محاولة للحصول على دعم رينيس، تقترح رينيرا أن يتزوج ابناها جسيرس ولوسيرس من حفيدتي رينيس، بايلا وراينا. ترفض رينيس لأنه لا تُريد أن تفقد تأييد آل هايتاور. لاحقًا، تطلب رينيرا من فسيرس الدفاع عن خلافتها للعرش، مستشهدة بحلم إجون الفاتح عن «الأمير الموعود».
يقدم فايموند التماسه إلى المحكمة حيث يبدو أن أوتو مستعد للحكم ضد لوسيرس. تمت مقاطعة دفاع رينيرا بواسطة فسيرس الذي وصل، وهو ضعيف وبالكاد قادر على الحركة، ويجلس على العرش الحديدي بمساعدة ديمون. بدعم من رينيس، تم التأكيد على لوسيرس باعتباره وريث دريفتمارك. غاضبًا، فايموند يصف رينيرا بالعاهرة وأبنائها الثلاثة الأكبر سنًا بأنهم لقطاء. يغضب فسيرس ويعلن أنه سيقطع لسان فايموند لتوجيهه هذه الإهانة، لكن ديمون يسحب سيفه ويقطع رأس فايموند.
خلال وليمة، يناشد «فسيرس» كل فرد في العائلة المالكة أن يقوم يقدمون اعتذارات لبعضهم البعض. ردًا على ذلك، تقدم رينيرا نخبًا للملكة أليسنت لاهتمامها المحب بفسيرس. أليسنت بدورها تشرب نخب رينيرا، معلنة أنها ستكون ملكة جيدة. منهكًا ولكن سعيدًا برؤية عائلته متجانسة، يذهب فسيرس إلى السرير. ومع ذلك، بعد فترة وجيزة، استفز إيموند أبناء رينيرا واندلع قتال، ولم يتوقف إلا عند تدخل ديمون. رينيرا، التي لا تزال تحسن النية، تعيد عائلتها إلى دراغونستون.
فسيرس، وهو على فراش الموت، يخطئ بين أليسنت ورينيرا ويتمتم بأجزاء من حلم إجون الفاتح؛ تُخطئ أليسنت في تفسير الأمر على أنه يريد أن يخلفه ابنهما إيجون كملك. فسيرس ينادي «حبيبته»، زوجته الراحلة إيما، عند وفاته.

## الإنتاج

### الكتابة والتصوير
أخرج حلقة «سيد المد والجزر» جيتا فاسانت باتيل وكتبه إيلين شيم، وهو ما يمثل أول ظهور لهما في فرنشايز صراع العروش. يشير عنوان الحلقة إلى اللقب الذي يحمله اللورد كورليس فيلاريون حيث تركز الحلقة على مناقشة خليفته.

### الطاقم
تمثل الحلقة أول ظهور لتوم غلين كارني في دور إجون تارجارين البالغ، وفييا سابان في دور هيلينا تارجارين البالغة، وإيوان ميتشل بدور إيموند تارجارين، وهاري كوليت بدور جاكريس فيلاريون، وإليوت جريهولت بدور لوسيريس فيلاريون، وبيتاني أنطونيا بدور بايلا تارجارين، وفيبي كامبل بدور راينا تارجارين، خلفًا لتاي تينانت، وإيفي ألين، وليو أشتون، وليو هارت، وهارفي سادلر، وشاني سميثورست، وإيفا أوسي-جيرنينج، الذين صوروا النسخ الشابة من الشخصيات السبعة، على التوالي، في الحلقتين السادسة والسابعة، بعد قفزة لمدة ست سنوات بعد الحلقة السابقة. من بين الممثلين السبعة، كان جريهولت هو الوحيد الذي لم يظهر في الاعتمادات الافتتاحية، ولكن بدلاً من ذلك في الاعتمادات الختامية. بالإضافة إلى ذلك، بعد وفاة الملك الملك فيسريس تارقيريان والسير فيموند فيلاريون، تمثل الحلقة أيضًا الظهور الأخير لبادي كونسيدين وفيل جونسون، على التوالي.

## الاستقبال

### التقييمات
شاهد حلقة «سيد المد والجزر» ما يقدر بنحو 1.73 مشاهد خلال أول بث لها على إتش بي أو في 9 أكتوبر 2022.

### الاستقبال النقدي

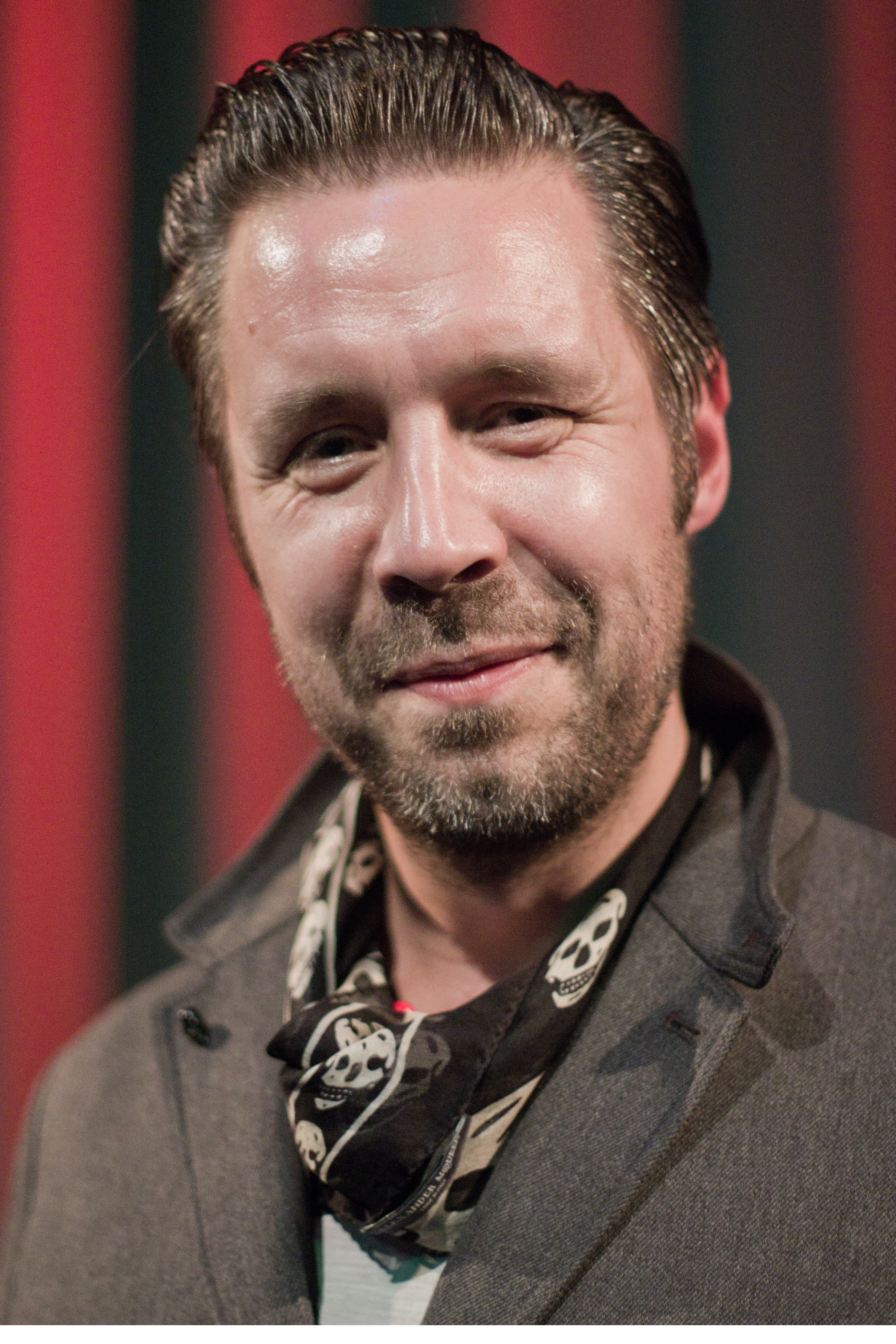
تلقى كونسيدين إشادة من النقاد لأدائه في الحلقة.

تلقت حلقة «سيد المد والجزر» تقييمات إيجابية للغاية. في مجمع التعليقات روتن توميتوز، حصلت الحلقة على نسبة موافقة بلغت 95% بناءً على 19 مراجعة، بمتوسط تقييم 7.7/10.
تلقت حلقة «سيد المد والجزر» تقييمات إيجابية للغاية من النقاد. في مجمّع المراجعة روتن توميتوز، حصلت على تصنيف موافقة بنسبة 96% بناءً على 23 مراجعة، بمتوسط تقييم 7.8/10. قال الإجماع النقدي للموقع، «الأسرة تجتمع من أجل هدنة قصيرة العمر في 'سيد المد والجزر'، وهو جزء حزين يسلط الضوء على أداء بادي كونسيدين المؤثر باعتباره الملك فسيرس المريض». حصلت على درجة «مذهلة» من 9 من أصل 10 من هيلين أوهارا من آي جي إن، تصنيف 4.5 من أصل 5 نجوم من أليك بوجالاد من دن أوف جيك، ودرجة «A-» من جينا شيرير من إيه. في. كلوب. في مراجعتها، أشارت أوهارا إلى أنها «حلقة ذكية ومكتوبة جيدًا وموجهة بالشخصية والتي تحول العرض مرة أخرى إلى الأمام في الوقت المناسب دون أن تفقد الحبكة تمامًا». وصفها بوجالاد بأنها «حلقة تلفزيونية مثيرة [و] فعالة». واعتبرها شيرير «أفضل حلقة من المسلسل حتى الآن».
تم تمييز أداء كونسيدين من قبل العديد من النقاد باعتباره أبرز ما في الحلقة. ووصف بوجالاد الأداء بـ«المتعالي»، في حين اعتبره شيرير جديرًا بجدارة بجائزة الإيمي. سلط العديد من النقاد الضوء على خطاب فسيرس خلال العشاء العائلي في ريد كيب. قال دانيال فان بوم من سي نت أنه كان «خطابًا رائعًا» وأن حضوره كان عبارة عن «أشياء ذات جودة عالية في صراع العروش الكلاسيكية». علاوة على ذلك، تلقى مشهد العشاء نفسه المديح أيضًا. أطلق عليها بوجالاد اسم «أفضل ساعة [في المسلسل]، وربما واحدة من أفضل المشاهد على الإطلاق في فرنشايز صراع العروش». كما تم الإشادة بالمشهد في القاعة الكبرى عندما سار فسيرس عبر الغرفة للوصول إلى العرش الحديدي، حيث قال شيرير، «رحلة فسيرس البطيئة والمؤلمة عبر غرفة العرش تصنع قطعة ثابتة مذهلة، حصلنا عليها بثراء من جميع الحلقات التي قمنا بها. لقد أمضينا مشاهدته وهو يرقص ويقلب رزينًا في مواجهة المخاطر الكبيرة». بالإضافة إلى ذلك، أشاد النقاد أيضًا بإتجاه باتيل، وكتابة شيم، وكيمياء كوك ودارسي على الشاشة، وأداءات بست، وكوك، ودارسي، وميتشل، وسميث.

## وصلات خارجية
- «سيد المد والجزر» نسخة محفوظة 10 أكتوبر 2022 على موقع واي باك مشين. على إتش بي أو (بالإنجليزية)
- «سيد المد والجزر» على قاعدة بيانات الأفلام على الإنترنت (بالإنجليزية)